# Tynedale

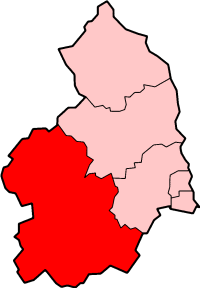
Localisation du district de Tynedale dans le Northumberland

Tynedale est un ancien district non-métropolitain du Northumberland, en Angleterre. Il doit son nom à la rivière Tyne.
Il a été créé le 1er avril 1974 par le Local Government Act de 1972 et est issu de la fusion des districts urbains de Hexham et Prudhoe, et des districts ruraux de Bellingham, Haltwhistle et Hexham. Ses principales villes étaient Hexham, où siégeait le conseil de district, Haltwhistle et Prudhoe. Avec une superficie de 2 219 km2, il était le deuxième plus vaste district d'Angleterre, après le Yorkshire de l'Est. Il était plus étendu que plusieurs comtés, dont le Nottinghamshire, le Leicestershire et le Hertfordshire. Il était le deuxième district le moins densément peuplé, après le district d'Eden, en Cumbria. Une partie du mur d'Hadrien s'y trouvait.
Le conseil de district a été aboli par les changements structurels de l'administration locale anglaise de 2009, entrés en vigueur le 1er avril 2009. Ses pouvoirs ont été transférés au conseil de comté du Northumberland, agissant en tant qu'autorité unitaire.

## Source
- (en) Cet article est partiellement ou en totalité issu de l’article de Wikipédia en anglais intitulé « Tynedale » (voir la liste des auteurs).